# Карлыга
Карлыга (каз. Қарлыға) — село в Кызылжарском районе Северо-Казахстанской области Казахстана. Входит в состав Кызылжарского сельского округа. Код КАТО — 595050300.

## Население
В 1999 году население села составляло 141 человек (71 мужчина и 70 женщин). По данным переписи 2009 года, в селе проживало 143 человека (81 мужчина и 62 женщины).